# Nicoleta Dincă
Elena Nicoleta Dincă (n. 2 iulie 1988, în Slatina) este o jucătoare de handbal din România legitimată la Gloria Bistrița.

## Biografie
Nicoleta Dincă s-a născut la Slatina, în județul Olt. A început să practice handbalul la Liceul cu Program Sportiv din Slatina, iar primii săi antrenori au fost Victor Dăbuleanu și Mihai Teșileanu. Prima echipă de senioare la care a evoluat a fost CS Rapid CFR București.
Începând cu sezonul 2006-07 până în sezonul 2012-13, ea a evoluat pentru clubul Universitatea Jolidon Cluj și, începând din 2008, pentru echipa națională de handbal feminin a României. În iunie 2013, Dincă s-a transferat la clubul SCM Craiova. În iulie 2014, ea a anunțat că nu a ajuns la nicio înțelegere cu conducerea echipei și că nu-și va mai prelungi contractul cu clubul craiovean. Între anii 2014 și 2017 handbalista a evoluat la Corona Brașov. În vara lui 2017 a semnat cu CSM Bistrița, actuala CS Gloria 2018 Bistrița-Năsăud, iar în 2018 și 2019 și-a prelungit contractul cu echipa bistrițeană.
Nicoleta Dincă a fost căpitanul echipei naționale de tineret.

## Palmares
- Liga Campionilor:
  - Grupe: 2013
  - Calificări: 2011, 2012

- Cupa Cupelor:
  - Sfertfinalistă: 2008

- Liga Europeană:
  -  Finalistă: 2024

- Cupa EHF:
  - Semifinalistă: 2016
  - Sfertfinalistă: 2020
  - Optimi: 2012, 2015
  - Turul 3: 2011
  - Turul 2: 2017

- Liga Națională:
  -  Medalie de argint: 2008, 2011, 2012
  -  Medalie de bronz: 2013, 2015, 2016, 2019, 2023, 2024

- Cupa României:
  -  Medalie de bronz: 2024
  - Semifinalistă: 2014, 2023

- Campionatul Mondial Universitar:
  -  Medalie de argint: 2010

- Campionatul European pentru Tineret:
  -  Medalie de bronz: 2007

- Campionatul European pentru Junioare:
  -  Medalie de argint: 2005

- Campionatul Mondial pentru Junioare:
  -  Medalie de bronz: 2006

- Campionatul Național de Junioare II
  -  Câștigătoare: 2004, 2005

- Campionatul Național de Junioare III
  -  Câștigătoare: 2003

## Performanțe individuale
- Cea mai bună extremă stânga la Campionatul Mondial de Handbal Feminin pentru Junioare: 2006;[3]
- Căpitanul echipei naționale pentru tineret a României: 2006–2008;[4][15]

## Statistică goluri și pase de gol
Conform Federației Române de Handbal, Federației Europene de Handbal și Federației Internaționale de Handbal:
| Sezon                       | Echipă | Goluri |
| --------------------------- | ------ | ------ |
|                             |        |        |
| 2012-13                     |        |        |
| „U” Jolidon Cluj            | 67     |        |
|                             |        |        |
| 2013-14                     |        |        |
| SCM Craiova                 | 83     |        |
|                             |        |        |
| 2014-15                     |        |        |
| Corona Brașov               | 48     |        |
|                             |        |        |
| 2015-16                     |        |        |
| Corona Brașov               | 29     |        |
|                             |        |        |
| 2016-17                     |        |        |
| Corona Brașov               | 48     |        |
|                             |        |        |
| 2017-18                     |        |        |
| Gloria 2018 Bistrița-Năsăud | 20     |        |
|                             |        |        |
| 2018-18                     |        |        |
| Gloria 2018 Bistrița-Năsăud | 74     |        |
|                             |        |        |
| 2019-20                     |        |        |
| Gloria 2018 Bistrița-Năsăud | 43     |        |
|                             |        |        |
| 2020-21                     |        |        |
| Gloria 2018 Bistrița-Năsăud | 117    |        |
|                             |        |        |
| 2021-22                     |        |        |
| Gloria 2018 Bistrița-Năsăud | 86     |        |
|                             |        |        |
| 2022-23                     |        |        |
| Gloria 2018 Bistrița-Năsăud | 58     |        |
|                             |        |        |
| 2023-24                     |        |        |
| Gloria 2018 Bistrița-Năsăud | 53     |        |

| Sezon                       | Echipă | Goluri |
| --------------------------- | ------ | ------ |
|                             |        |        |
| 2012-13                     |        |        |
| „U” Jolidon Cluj            |        |        |
|                             |        |        |
| 2013-14                     |        |        |
| SCM Craiova                 |        |        |
|                             |        |        |
| 2014-15                     |        |        |
| Corona Brașov               | -      |        |
|                             |        |        |
| 2015-16                     |        |        |
| Corona Brașov               | 1      |        |
|                             |        |        |
| 2016-17                     |        |        |
| Corona Brașov               | 7      |        |
|                             |        |        |
| 2017-18                     |        |        |
| Gloria 2018 Bistrița-Năsăud | -      |        |
|                             |        |        |
| 2018-19                     |        |        |
| Gloria 2018 Bistrița-Năsăud | 12     |        |
|                             |        |        |
| 2019-20                     |        |        |
| Gloria 2018 Bistrița-Năsăud | -      |        |
|                             |        |        |
| 2020-21                     |        |        |
| Gloria 2018 Bistrița-Năsăud | 3      |        |
|                             |        |        |
| 2021-22                     |        |        |
| Gloria 2018 Bistrița-Năsăud | 7      |        |
|                             |        |        |
| 2022-23                     |        |        |
| Gloria 2018 Bistrița-Năsăud | 12     |        |
|                             |        |        |
| 2023-24                     |        |        |
| Gloria 2018 Bistrița-Năsăud | 8      |        |

| Ediția           | Echipă | Goluri | Pase de gol |
| ---------------- | ------ | ------ | ----------- |
|                  |        |        |             |
| Austria 2005     |        |        |             |
| România junioare | 8      | 7      |             |

| Ediția           | Echipă | Goluri | Pase de gol |
| ---------------- | ------ | ------ | ----------- |
|                  |        |        |             |
| Canada 2006      |        |        |             |
| România junioare | 36     |        |             |

| Ediția          | Echipă | Goluri | Pase de gol |
| --------------- | ------ | ------ | ----------- |
|                 |        |        |             |
| Turcia 2007     |        |        |             |
| România tineret | 24     | 10     |             |

| Ediția          | Echipă | Goluri | Pase de gol |
| --------------- | ------ | ------ | ----------- |
|                 |        |        |             |
| Macedonia 2008  |        |        |             |
| România tineret | 35     |        |             |

| Ediția       | Echipă | Goluri | Pase de gol |
| ------------ | ------ | ------ | ----------- |
|              |        |        |             |
| Ungaria 2010 |        |        |             |
| România      | 21     |        |             |

| Ediția         | Echipă | Goluri | Pase de gol |
| -------------- | ------ | ------ | ----------- |
|                |        |        |             |
| Serbia 2012    |        |        |             |
| România        | 1      | 2      |             |
|                |        |        |             |
| Danemarca 2020 |        |        |             |
| România        | 7      | 1      |             |

| Ediția                             | Echipă | Goluri | Pase de gol |
| ---------------------------------- | ------ | ------ | ----------- |
|                                    |        |        |             |
| Sebia 2013                         |        |        |             |
| România                            | 5      | 5      |             |
|                                    |        |        |             |
| Danemarca, Norvegia și Suedia 2023 |        |        |             |
| România                            | 8      | 1      |             |

| Sezon                | Echipă | Goluri |
| -------------------- | ------ | ------ |
|                      |        |        |
| 2010-11 (Calificări) |        |        |
| „U” Jolidon Cluj     | 9      |        |
|                      |        |        |
| 2011-12 (Calificări) |        |        |
| „U” Jolidon Cluj     | 9      |        |
|                      |        |        |
| 2012-13              |        |        |
| „U” Jolidon Cluj     | 29     |        |

| Sezon                  | Echipă | Goluri |
| ---------------------- | ------ | ------ |
|                        |        |        |
| 2005-06                |        |        |
| CS Rapid CFR București | 15     |        |
|                        |        |        |
| 2007-08                |        |        |
| „U” Jolidon Cluj       | 9      |        |
| 2011-12                |        |        |
| „U” Jolidon Cluj       | 1      |        |

| Sezon                       | Echipă | Goluri |
| --------------------------- | ------ | ------ |
|                             |        |        |
| 2023-24                     |        |        |
| Gloria 2018 Bistrița-Năsăud | 18     |        |

| Sezon                       | Echipă | Goluri |
| --------------------------- | ------ | ------ |
|                             |        |        |
| 2010-11                     |        |        |
| „U” Jolidon Cluj            | 3      |        |
|                             |        |        |
| 2014-15                     |        |        |
| Corona Brașov               | 4      |        |
|                             |        |        |
| 2015-16                     |        |        |
| Corona Brașov               | 7      |        |
|                             |        |        |
| 2016-17                     |        |        |
| Corona Brașov               | 12     |        |
|                             |        |        |
| 2019-20                     |        |        |
| Gloria 2018 Bistrița-Năsăud | 30     |        |